# 木雕城站
木雕城站是金华轨道交通金义东线的一座车站，位于中华人民共和国浙江省金华市东阳市白云街道世贸大道与昌盛路交叉口西侧。本站于2022年12月28日投入使用。本站站名来源是附近的“东阳中国木雕城”。

## 车站结构
本站为路中高架三层侧式越行车站（此结构与大堰河街站一致）。

### 车站楼层
| 地上三层 | 侧式站台 | 侧式站台                                    | 侧式站台 | 侧式站台 |
|          |          | █ 金义东线往凌云站方向 （下一站：江东）     |          |          |
|          |          | █ 金义东线往凌云站方向越行线                |          |          |
|          |          | █ 金义东线往明清宫站方向越行线              |          |          |
|          |          | █ 金义东线往明清宫站方向 （下一站：歌山路） |          |          |
|          | 侧式站台 |                                             |          |          |
| 地上二层 | 站厅     | 售票机、客服中心、警务室、安检设施          |          |          |
| 地面     | 出入口   |                                             |          |          |

### 出入口
本站共设有4个出入口（A1、A2、B1、B2）。

## 接驳交通
途经本站的有东阳1、2、9、13、36、66路等公交线路。

## 历史
- 2018年4月21日，本站至八华南路站（现为歌山路站）盾构区间左线顺利始发[3]。
- 2018年9月27日，本站至八华南路站（现为歌山路站）盾构区间左线顺利贯通[4]。